# Cos grotesc

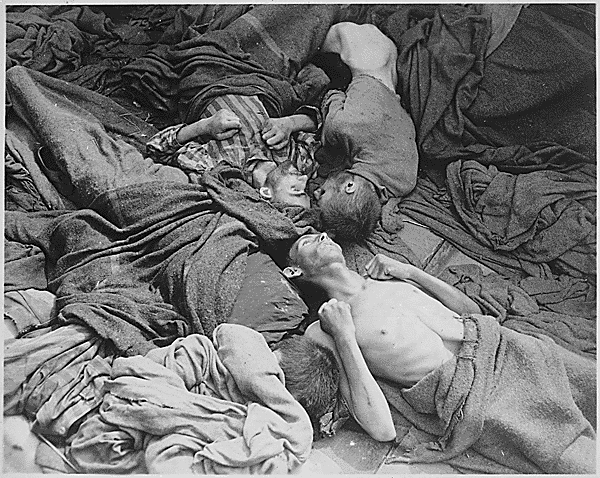
Els cossos desnodrits dels presos que van ser transportats a Dachau des d'un altre camp de concentració, ajaguts grotescament, ja que van morir pel camí.

Els cos grotesc és un concepte, o trop literari, creat pel crític literari rus Mikhail Bakhtin en el seu estudi de l'obra de François Rabelais. El principi essencial del realisme grotesc és la degradació, la reducció de tot el que és abstracte, espiritual, noble, i ideal per al nivell material. A través de l'ús del cos grotesc en les seves novel·les, Rabelais descriu conflictes polítics relacionats amb l'anatomia humana. D'aquesta manera, Rabelais usa el concepte com "una figura de rebels biològics i intercanvis socials".
És per mitjà d'aquesta informació que Bakhtin assenyala dos importants subtextoss: el primer és carnaval (carnavalesc) el qual Bakhtin descriu com una institució social, i el segon és realisme grotesc (cos grotesc) el qual és definit com un mode literari. Per tant, a Rabelais i el Seu Món Bakhtin estudia la interacció entra allò social i la literatura, així com el significat del cos.